# Indcar
Indcar S.A. (acronimo di Industrial Carrocera Arbuciense) è un'azienda spagnola che si occupa di costruire carrozzerie per minibus e midibus.

## Storia
Indcar è stata fondata nel 1888 da Francesc Queralt i Roca ad Arbúcies, piccolo comune in provincia di Gerona, nella Catalogna.
La scelta di Arbúcies era stata dettata dalla presenza di molte foreste nell'area che diminuivano i costi di produzione, poiché allora le carrozzerie erano costruite in legno, infatti ad Indcar si sono affiancati nel tempo altri costruttori come Ayats (1905), Beulas (1934), Noge, poi Nogebus (1964), e Boari.
L'azienda è specializzata in carrozzerie per minibus e midibus, principalmente collabora con Mercedes-Benz, Iveco, MAN e Vehixel.
Nel 2013, Indcar, apre un nuovo stabilimento presso Prejmer, nella regione della Transilvania, in Romania, dove vengono assemblati i modelli Strada e Mobi.

## Produzione

### Serie Next
- Next L7 (7,7 m), minibus con telaio Mercedes-Benz Atego o MAN N14, può trasportare 27 passeggeri;
- Next L8 (8,6 m), midibus con telaio Mercedes-Benz Atego o Iveco CC100, può trasportare 33 passeggeri;
- Next L9 (9,3 m), midibus con telaio MAN N14, Iveco CC150, Mercedes-Benz Atego o con telaio Indcar, può trasportare 37 passeggeri;
- Next L10 (10 m), midibus con telaio Iveco CC150, può trasportare 41 passeggeri;

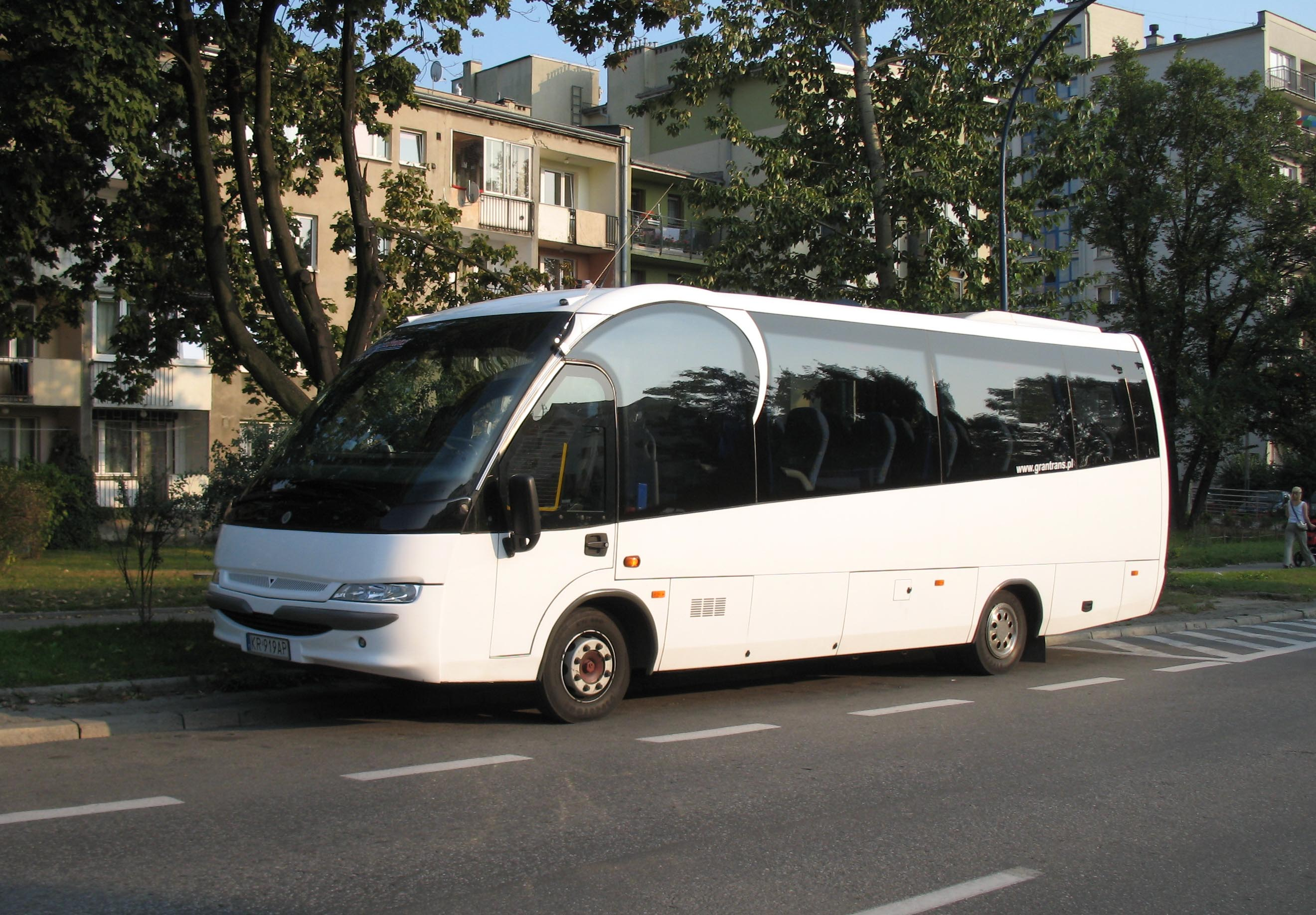
Il Mago 2

### Serie Mago
- Mago 2 (8,6 m), midibus con telaio Iveco CC100, può trasportare tra i 30 e i 32 passeggeri;
- Mago Cabrio (8,8 m), midibus con telaio Iveco CC100 o Indcar Mago 2, può trasportare 34 passeggeri;

### Serie Wing
- Wing L7 (7,7 m), minibus con telaio Iveco Daily, può trasportare tra i 24 e i 28 passeggeri;
- Wing L8 (7,9 m), minibus con telaio Iveco Daily, può trasportare 28 passeggeri;
- Wing L8.5 (8,4 m), midibus con telaio Iveco Daily, può trasportare 30 passeggeri;

### Serie Mobi
- Mobi (8,1 - 8,5 m), midibus con telaio Iveco Daily e costruito in collaborazione con Vehixel, può trasportare tra i 29 e i 34 passeggeri;
- Mobi City (7,9 - 8,5 m), minibus e midibus con telaio Iveco Daily, possono trasportare 19 passeggeri;

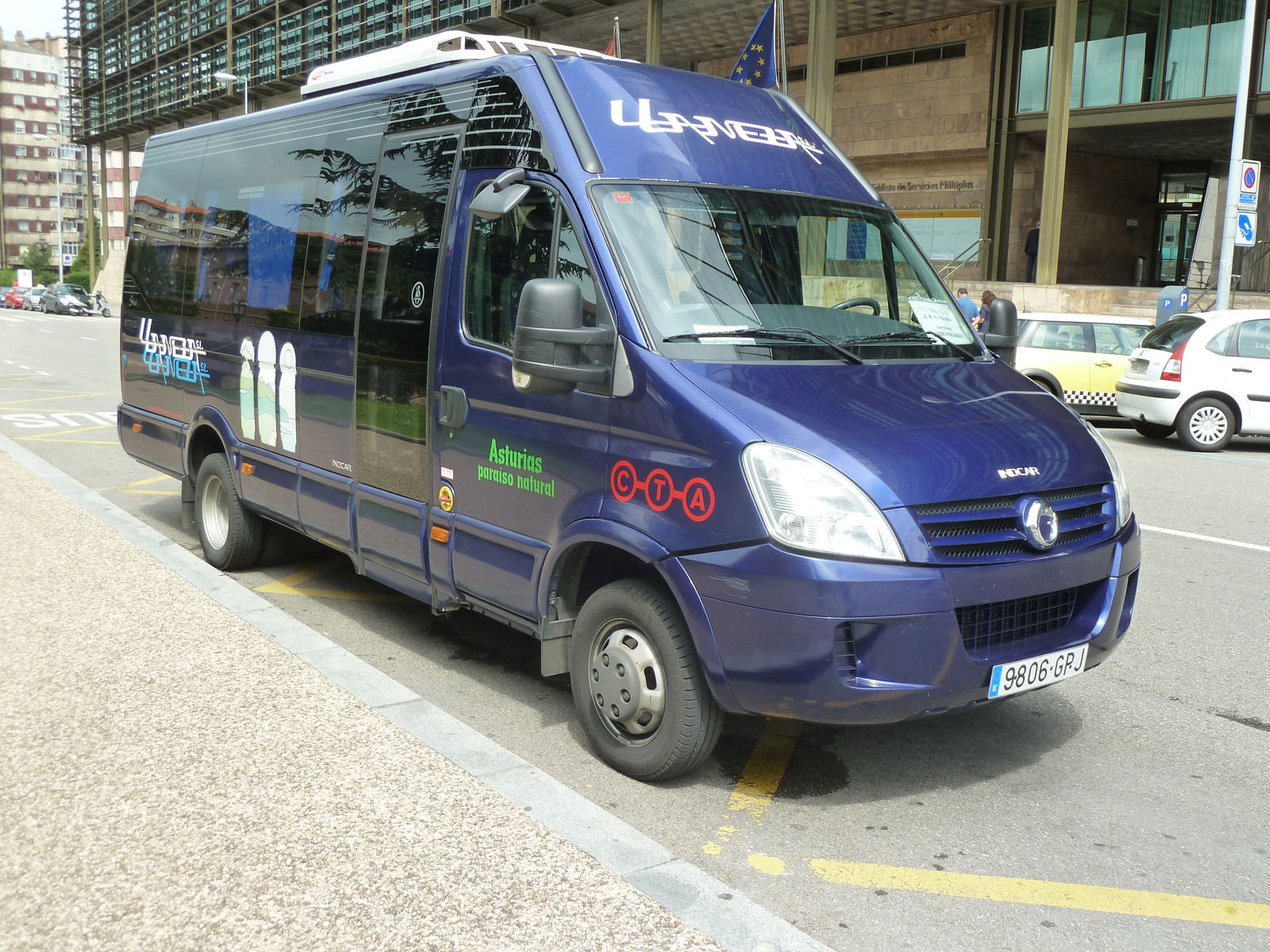
Il modello Strada Daily

### Serie Strada
- Strada Sprinter (7,3 m), minibus con telaio Mercedes-Benz Sprinter, può trasportare tra i 16 e i 22 passeggeri;
- Strada Daily (7,1 - 7,5 m), minibus con telaio Iveco Daily, può trasportare tra i 16 e i 22 passeggeri;
- Strada M2 (5,9 m), minibus di lusso con telaio Mercedes-Benz Sprinter, può trasportare 9 passeggeri;[2]

### Altri modelli
- Dayron (10 m), midibus gran turismo con telaio Iveco, può trasportare 39 passeggeri;[3]
- Cytios (7 - 7,3 m), minibus progettato dalla Vehixel con telaio Iveco Daily, può trasportare tra i 16 e i 22 passeggeri.[4][5]